# On the Waterfront
On the Waterfront (prt: Há Lodo no Cais; bra: Sindicato de Ladrões) é um filme de 1954, do gênero drama, dirigido por Elia Kazan.
Foi muito polémico na sua época, sendo muito criticado pelos partidos de esquerda e pelos sindicatos americanos. Apesar da sua polémica, é considerado uma das melhores obras do cinema mundial, e venceu 8 Óscares da Academia, incluindo os de Melhor Filme, Melhor Actor para Marlon Brando, que tem um dos seus melhores desempenhos neste filme, e de Melhor Realizador para Elia Kazan, destronando o filme «A Janela Indiscreta» de Alfred Hitchcock.

## Sinopse
Terry Malloy (Marlon Brando) é um rapaz que vive na zona portuária de Nova Iorque, e trabalha de maneira polivalente, como “pau para toda a obra”, por conta dos gangsters que controlam os sindicatos dos estivadores. O seu chefe, Johnny Friendly (Lee J. Cobb), ao contrário do que diz o seu nome, é um homem brutal e implacável. Porém, sente uma simpatia muito especial por Terry. Este envolve-se no assassínio de um estivador sem querer e conhece a bela Eddie (Eva Marie-Saint), irmã da vítima. Desconhecendo para quem Terry trabalha, Eddie pede-lhe ajuda para desmascarar e acabar com a organização de Friendly. Terry, enquanto o tempo passa, fica cada vez mais apaixonado por Eddie e começa a ter dúvidas sobre a justiça das suas ações e acaba por se virar contra Friendly, ignorando as suas ameaças. Friendly mata o irmão de Terry e este presta declarações à Comissão Contra o Crime. Após um heróico e brutal confronto entre os dois, Terry consegue vencer Friendly e conduz os estivadores para o trabalho livres da exploração e do controlo dos gangsters.

## Elenco
- Marlon Brando .... Terry Malloy
- Eva Marie-Saint .... Edie Doyle
- Karl Malden .... padre Barry
- Lee J. Cobb .... Johnny Friendly
- Rod Steiger .... Charley Malloy
- Pat Henning .... Timothy "Kayo" J. Dugan
- Leif Erickson .... Glover
- James Westerfield .... Big Mac
- Tony Galento .... Truck
- Tami Mauriello .... Tullio
- John F. Hamilton .... Joey "Pop" Doyle
- John Heldabrand .... Mutt
- Rudy Bond .... Moose
- Don Blackman .... Luke
- Arthur Keegan .... Jimmy
- Abe Simon .... Barney
- Martin Balsam .... Gilette
- Fred Gwynne .... Slim
- Thomas Handley .... Tommy Collins
- Anne Hegira .... sra. Collins

## Principais prêmios e indicações
Óscar 1955 (EUA)

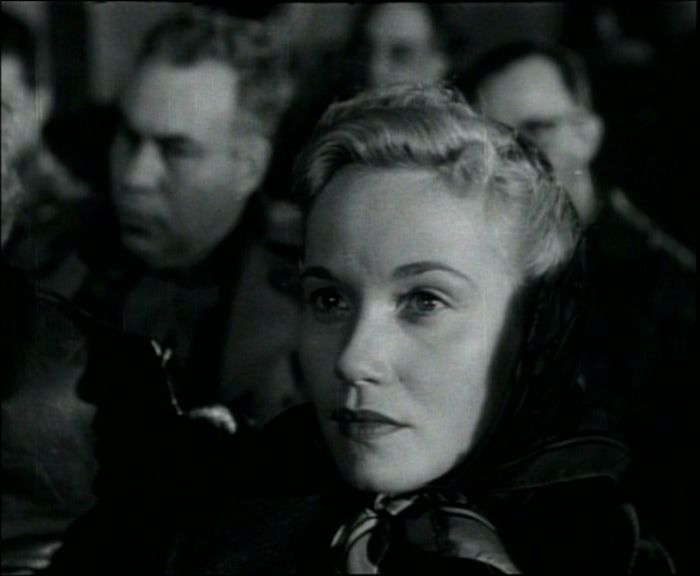
Eva Marie Saint, como Edie Doyle, vencedora do Oscar de melhor atriz coadjuvante.

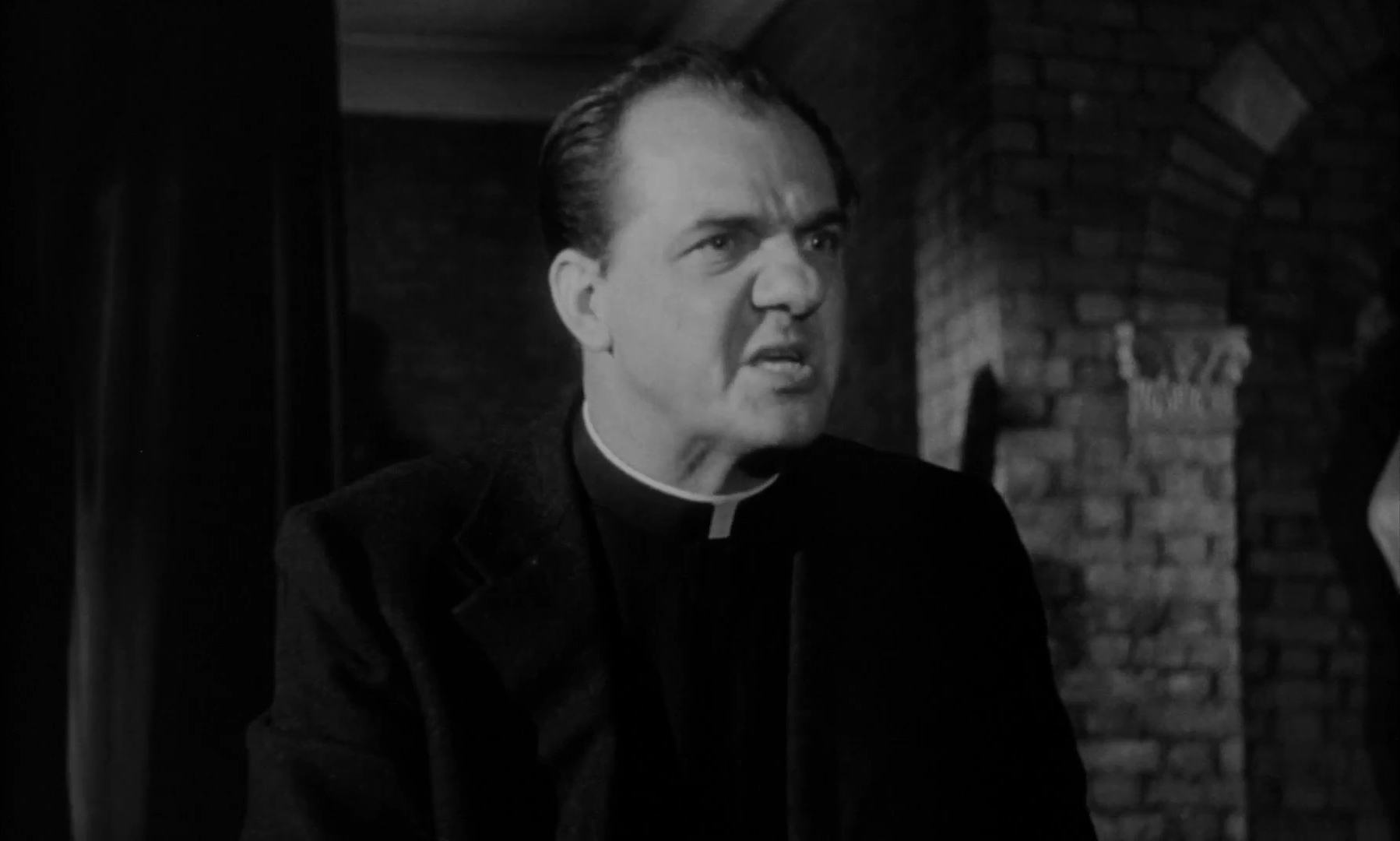
Karl Malden, como padre Barry, indicado ao Oscar de melhor ator coadjuvante.

- Venceu na categoria de melhor filme, melhor diretor, melhor ator (Marlon Brando), melhor atriz coadjuvante (Eva Marie Saint), melhor direção de arte - preto e branco, melhor fotografia - preto e branco, melhor edição e melhor roteiro.
- Indicado nas categorias de melhor ator coadjuvante (Karl Malden, Lee J. Cobb e Rod Steiger) e melhor trilha sonora.

BAFTA 1955 (Reino Unido)
- Venceu na categoria de melhor ator estrangeiro (Marlon Brando).
- Indicado nas categorias de melhor filme e melhor revelação (Eva Marie Saint).

Globo de Ouro 1955 (EUA)
- Venceu nas categorias de melhor filme - drama, melhor diretor, melhor ator - drama (Marlon Brando) e melhor fotografia - preto e branco.

Prêmio Bodil 1955 (Dinamarca)
- Venceu na categoria de melhor filme americano.

Festival de Veneza 1954 (Itália)
- Ganhou o Leão de Prata e o prêmio dos críticos de cinema italianos.
- Indicado ao Leão de Ouro.

Festival de Veneza 1955 (Itália)
- Recebeu o Prêmio OCIC.